# Campionat Europeu de Salts de 2013 – 3 metres trampolí masculí
La prova dels 3 metres trampolí masculí dels Campionat Europeu de Salts de 2013 es va disputar el dia 20 de juny amb una ronda preliminar i una ronda final.

## Resultats
La ronda preliminar es va disputar a les 09:00 i la final a les 15:30
En verd els finalistes 
| Posició | Saltador               | País          | Preliminar | Preliminar | Final     | Final   |
| Posició | Saltador               | País          | Punts      | Posició    | Punts     | Posició |
| ------- | ---------------------- | ------------- | ---------- | ---------- | --------- | ------- |
| 1       | Ilya Zakharov          | Rússia        | 439.70     | 2          | 502.90    | 1       |
| 2       | Evgeny Kuznetsov       | Rússia        | 421.70     | 3          | 471.55    | 2       |
| 3       | Patrick Hausding       | Alemanya      | 448.40     | 1          | 428.70    | 3       |
| 4       | Illya Kvasha           | Ucraïna       | 415.50     | 5          | 427.85    | 4       |
| 5       | Oleksandr Gorshkovozov | Ucraïna       | 356.70     | 10         | 424.50    | 5       |
| 6       | Sascha Klein           | Alemanya      | 418.85     | 4          | 419.50    | 6       |
| 7       | Yorick de Bruijn       | Països Baixos | 362.45     | 9          | 409.85    | 7       |
| 8       | Andrzej Rzeszutek      | Polònia       | 387.05     | 6          | 396.85    | 8       |
| 9       | Espen Valheim          | Noruega       | 340.05     | 12         | 341.20    | 9       |
| 10      | Chola Chanturia        | Geòrgia       | 371.05     | 7          | 339.60    | 10      |
| 11      | Constantin Blaha       | Àustria       | 368.45     | 8          | 324.85    | 11      |
| 12      | Michele Benedetti      | Itàlia        | 351.30     | 11         | 315.50    | 12      |
| 16.5    | H09.5                  |               |            |            | 00:55.635 | O       |
| 13      | Espen Gilje Bergslien  | Noruega       | 338.95     | 13         |           |         |
| 14      | Joshua Dowd            | Regne Unit    | 334.25     | 14         |           |         |
| 15      | Jouni Kallunki         | Finlàndia     | 329.20     | 15         |           |         |
| 16      | Stefanos Paparounas    | Grècia        | 322.85     | 16         |           |         |
| 17      | Tommaso Rinaldi        | Itàlia        | 314.40     | 17         |           |         |
| 18      | Andrei Pawluk          | Belarús       | 309.80     | 18         |           |         |
| 19      | Nicolás García         | Espanya       | 308.80     | 19         |           |         |
| 20      | Oliver Dingley         | Regne Unit    | 298.80     | 20         |           |         |
| 21      | Vinko Paradzik         | Suècia        | 276.25     | 21         |           |         |
| 22      | Benjamin Auffret       | França        | 274.90     | 22         |           |         |
| 23      | Joey van Etten         | Països Baixos | 266.15     | 23         |           |         |
| 24      | Fabian Brandl          | Àustria       | 242.10     | 24         |           |         |